# N,N′-Dinitrometanodiamina
N,N′-Dinitrometanodiamina, MEDINA, metylenodinitroamina – organiczny związek chemiczny z grupy nitroamin o wysokich parametrach wybuchowych, jednak bez praktycznego zastosowania jako materiał wybuchowy.

## Otrzymywanie
Po raz pierwszy związek ten otrzymano w trakcie badań nad otrzymywaniem heksogenu z urotropiny. Dokonał tego w czasie II wojny światowej zespół Edmunda Hirsta, który nitrował urotropinę w −40 °C, a następnie tak powstały produkt (azotan 3,5-dinitroheksahydro-1,3,5-triazyny) poddał hydrolizie za pomocą wodorotlenku baru, otrzymując metylenodinitroaminę w postaci soli baru. Wolną aminę uzyskuje się poprzez zakwaszenie tej soli:
Możliwe jest również otrzymanie jej zbliżonym sposobem z wykorzystaniem N,N′-metylenodiacetamidu:
Inną metodą jest reakcja pomiędzy urotropiną i formamidem, poprzez metylenodiformamid i jego pochodną nitrową, do metylenodinitroaminy. Końcowy produkt może być krystalizowany z mieszaniny dichlorku etylenu z izopropanolem (9:1), 2-nitropropanu bądź eteru dietylowego.

## Właściwości

### Właściwości fizyczne
Krystalizowana z mieszaniny dichlorku etylenu i izopropanolu ma postać białych kryształów (igieł, pręcików, a także płytek) o układzie rombowym i gęstości wynoszącej 1,73 g/cm³. Topi się w temperaturze około 101–106 °C.

### Właściwości chemiczne
Jest najtrwalsza w środowisku o pH wynoszącym około 1,0 i 10,0. Pomiędzy tymi wartościami rozkłada się łatwiej, z wydzieleniem tlenku diazotu i formaldehydu (najszybciej rozkłada się przy pH równym 5,4). Jest również nietrwała w środowisku silnie zakwaszonym i silnie zasadowym. W roztworach wodny zachowuje się jak kwas dwuprotonowy – łatwo tworzy sole z litowcami i berylowcami, jak również z aminami (m.in. metyloaminą czy hydrazyną).
Jest jednym z możliwych produktów pośrednich procesów rozkładu heksogenu i oktogenu, w których podlega hydrolizie kwasowej do dalszych produktów rozkładu.

### Właściwości wybuchowe
Prędkość detonacji metylenodinitroaminy wynosi 8700 m/s, a zdolność do wykonania pracy mierzona w próbie Trauzla to 681–727 cm³. Charakteryzuje się zerowym bilansem tlenowym. Jej wrażliwość na uderzenie jest znacznie większa niż w przypadku heksogenu.

## Zastosowanie
Metylenodinitroamina była testowana pod kątem możliwości zastosowania jej jako materiał wybuchowy i niektóre jej kompozycje z trotylem i proszkiem aluminiowym wykazywały nieznacznie większe parametry wybuchowe od heksogenu stosowanego w tych samych kompozycjach. Nie znajduje ona jednak żadnego praktycznego zastosowania jako materiał wybuchowy z uwagi na zbyt małą stabilność. Może być jednak wykorzystywana w preparatyce organicznej do otrzymywania innych nitroamin, często będących związkami wysokoazotowymi mogącymi mieć w przyszłości zastosowanie jako materiały wybuchowe.
W reakcji Mannicha metylenodinitroamina może ulegać kondensacji w obecności amin pierwszorzędowych do pochodnych 1,5-dinitro-1,3,5,7-tetraazacyklooktanu. W tym przypadku do 1,5-dinitro-3,7-dimetylo-1,3,5,7-tetraazacyklooktanu z wykorzystaniem metyloaminy:
Metylenodinitroamina może być również użyta do otrzymania polimetylenonitroamin, które mogą być przydatne do otrzymywania wysokoenergetycznych polimerów. Ogrzewana w rozpuszczalniku polarnym (dimetylosulfotlenku) ulega reakcji z przeniesieniem grupy nitrometylenowej prowadzącej do otrzymania 1,3,5-trinitro-1,3,5-triazapentanu. Produkt ten reaguje w tych samych warunkach dając kolejny homolog różniący się o grupę −CH
2N(NO
2)−: